# Selago foliosa
Selago foliosa är en flenörtsväxtart som beskrevs av Robert Allen Rolfe. Selago foliosa ingår i släktet Selago och familjen flenörtsväxter. Inga underarter finns listade i Catalogue of Life.